# Le Lais
Pour les articles homonymes, voir Lai.
Le Lais ou Le Petit Testament de François Villon est une œuvre de jeunesse (1457), composée de quarante huitains d'octosyllabes, où l'on voit un Villon joyeux asséner une suite de dons tous plus ou moins loufoques, mais toujours cruels et souvent drôles. Il est avant tout destiné à ses amis et compagnons de débauche, et fourmille d'allusions et de sous-entendus pour nous aujourd'hui indéchiffrables mais qui, à coup sûr, devaient beaucoup faire rire ses camarades. C'est après un cambriolage fructueux de la Chapelle du collège de Navarre, vers Noël 1456, que François Villon décida de quitter, par prudence, Paris. Le Lais a eu sans doute la fonction de maintenir vivante la mémoire de Villon, pendant son absence, auprès de ses compagnons.

## Genre littéraire
Le Lais reprend plusieurs traditions littéraires des XIVe et XVe siècles.